# マダラヤドクガエル
マダラヤドクガエル（斑矢毒蛙、Dendrobates auratus）は、ヤドクガエル科ヤドクガエル属に分類されるカエル。

## 分布
コスタリカ、コロンビア、ニカラグア南部、パナマ、ホンジュラスに自然分布。アメリカ合衆国（オアフ島）に移入。

## 形態
体長2.5-4cm。種小名auratusは「金色の」の意。体色には地域変異がある。

### 色彩型（モルフ）
- コスタリカ - 黒に金属光沢のある緑の斑紋が入る。図鑑等で単に本種と紹介されるのはこのモルフが多い。
- パナマ - 黒に緑色の斑点が入る。
- ブラック&ゴールド - 黒に金属光沢のある黄色（金色）の斑紋が入る。
- ブルー - 黒に金属光沢のある青の斑紋が入る。
- ブロンズ&グリーン - 赤褐色に金属光沢のある緑の斑紋が入る。
- ブロンズ&ブルー - 赤褐色に金属光沢のある青の斑紋が入る。

## 生態
熱帯雨林等に生息する。地表棲だが、樹上で見られることもある。
食性は動物食で、昆虫類（アリ）や節足動物（ダニ）等を食べる。
繁殖形態は卵生。繁殖期になるとオスは繁殖音（メイティングコール）を出してメスに求愛する。落ち葉の下等に4-6個の卵を生む。卵は10-14日で孵化し、オスは卵が孵化するまで水分を与える。さらに孵化した幼生は1頭ずつ背中に乗せて水場へ運ぶ。幼生は10-15週間で変態し、幼体になる。

## 人間との関係
オアフ島には蚊を駆除するために人為的に移入された。
ペットとして飼育されることもあり、日本にも輸入されている。モルフにもよるが属内でも流通量は多く、主に飼育下繁殖個体が流通する。テラリウムで飼育される。生体に対して大型のケージで飼育するのが望ましい。性質が臆病なため、隠れ家に隠れがちになってしまう面もある。ケージにはヤシガラ土や腐葉土等の保湿力があり潜りやすい床材を敷く。極度の蒸れに弱いため、蓋やケージの側面を金網等にして通気性を確保する。枝や流木、観葉植物等を組んで活動場所や隠れ家にする。極度の高温や低温には弱いため、夏季にはケージを風通しの良い場所に置いたり冷房器具を使用する。逆に冬季には暖房器具を使用したり、ケージを温室に収納する。昼夜の差をつけたりケージ内の観葉植物のため、鑑賞魚用や爬虫類用の紫外線の少ない蛍光灯を点灯する。餌は初令のコオロギやショウジョウバエ等を餌容器に入れるかケージ内に直接入れて与える。餌に対しては事前にサプリメントを振りかけて栄養価を上げる。長期飼育された個体や飼育下繁殖個体は毒性はないとされるが、念のため素手で生体を直接触れることは避ける。もし素手で触れてしまった場合は、すぐに手を洗うようにする。

## 画像

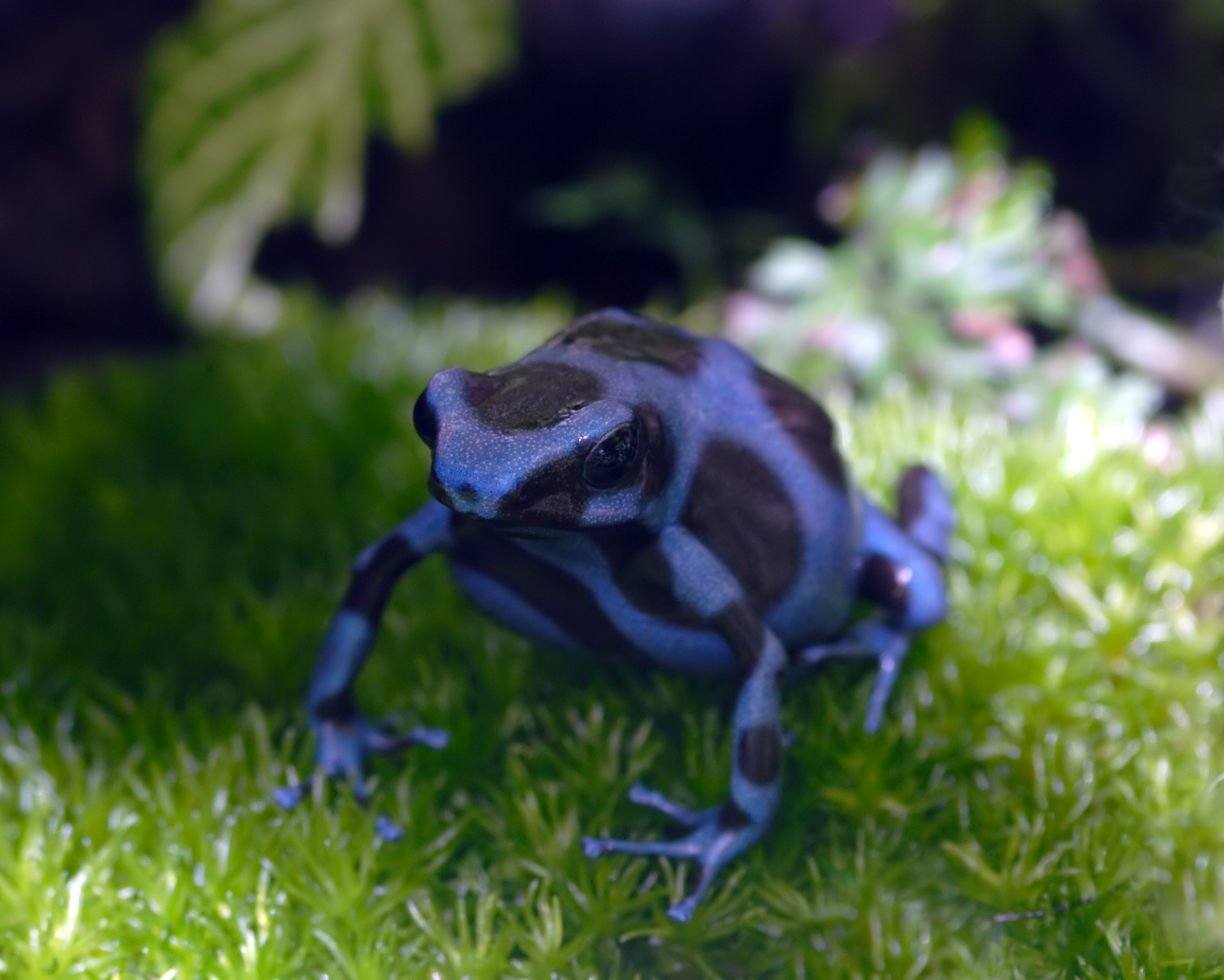
ブルー